# Слободан Бајић Паја
Слободан Бајић Паја (Шидски Бановци, 26. јун 1916 — Калесија, 16. јул 1943) био је учесник Народноослободилачке борбе и народни херој Југославије. Један је од организатора Народноослободилачке борбе у Срему и први политички комесар Прве војвођанске бригаде, а потом и Главног штаба НОВ и ПО Војводине.
Као студент Филозофског факултета у Београду, прикључио се студентском револуционарном покрету и почетком 1938. постао члан илегалне Комунистичке партије (КПЈ). Исте године је због илегалне политичке активности на Универзитету ухапшен, заједно са већом групом студената и осуђен на казну од четири године затвора, коју је издржавао у затвору у Сремској Митровици.
У затвору га је затекла окупација Југославије и проглашење Независне Државе Хрватске, па је у ноћи 21/22. августа 1941, са групом комуниста успео да побегне из затвора, кроз подземни отвор који су прокопали. Након тога се придружио партизанима на Фрушкој гори.
Најпре је радио као издавању листа „Фрушкогорски партизан”, а потом је ступио у Фрушкогорски партизански одред. Био је политички комесар Прве чете, а од почетка лета 1942. политички комесар читавог одреда. Са овом јединицом водио је успешне борбе у Срему, а потом и у источној Босни. Када је априла 1943. формирана Прва војвођанска ударна бригада постао је њен политички комесар.
Почетком јула 1943, заједно са другим руководиоцима НОВ и ПОЈ из Војводине, сусрео се са Врховним командантом Јосипом Брозом Титом и тада је именован за политичког комесара новоформираног Главног штаба НОВ и ПО Војводине. На путу ка Срему, где је требало да преузме дужност, погинуо је у борби са јаким немачким снагама на друму Тузла—Зворник, код Калесије.
За народног хероја је проглашен 5. јула 1952. године.

## Биографија
Рођен је 26. јуна 1916. у Шидским Бановцима. Ово село данас се налази у хрватском делу Срема, на територији Општине Нијемци, а све до после Другог светског рата налазило се у саставу Шидског среза, па одатле и потиче назив села — Шидски Бановци.
Потицао је из православне свештеничке породице. Његов отац Божидар Божа Бајић, родом из сремског села Нови Карловци, код Инђије, био је свештеник у сеоској цркви Свете Петке. Са супругом Тијаном званом Стоја, родом из Равног Села, код Врбаса, имао је тројицу синова. Најстарији син рођен је ратне 1916. због чега је назван Слободан. Друга двојица синова звали су се Борислав Бата и Милан.
Одрастајући у свештеничкој кући, са доста књига, још пре поласка у основну школу, Слободан је научио да чита и пише. Убрзо након поласка у први разред, породица се из Шидских Бановаца преселила у Пећинце, где је отац Божа добио нову службу. Био је одличан ђак и очекивало се да ће након завршене основне школе наставити очевим стопама и поћи у богословију. Како није имао жељу да учи за свештеника, након основне школе је 1927. уписао Карловачку гимназију у Сремским Карловцима. Породичну традицију наставио је његов млађи брат Борислав, који је постао свештеник.
Током учења гимназије живео је у Карловачком конвикту — интернату који је био резервисан за синове свештеника. Био је добар ђак, а јако је волео књиге и сваки слободан тренутак је користио за читање. Поред читања волео је шах и математику. Због тога је након завршетка гимназије одлучио да студира математику.

### Студије и робија
Након матуре, 1935. уписао је Филозофски факултет у Београду. По доласку на студије, дошао је у додир са марксистичком литературом. Читао је дела Маркса, Енгелса, Лењина и др. Убрзо потом укључио се у револуционарни студентски покрет, који је тих година био веома активан на Београдском универзитету. Убрзо је постао један од најактивнијих активиста студентског покрета, а почетком 1938. је примљен у чланство тада илегалне Комунистичке партије Југославије (КПЈ).
Летње распусте, најчешће је проводио у родном месту његовог оца — Новим Карловцима, где је одлазио код деде. Овде је имао доста рођака, а највише се дружио са рођаком Владом Бајићем, кога је звао Брата. У Београду се дружио и сарађивао са студентима из Војводине, а највише је сарађивао са студентом медицине Павлом Папом, који је био један од политичких руководилаца студентског покрета на Универзитету. Преко њега се укључио и у Омладински масовни покрет (ОМПОК), који је био културно-привредни покрет војвођанске омладине. Учествовао је 3. априла 1938. на скупу у Сремским Карловцима, који је одржан у кући истакнутог писца и друштвеног радника Васе Стајића. Овом скупу присуствовало је око 200 омладинаца, од чега 80 студената. На скупу је о облицима илегалног и масовног легалног рада говорио Павле Пап.
Слободанова политичка активност на Универзитету, као и активност његових другова, није остала неопажена од стране полиције. Почетком маја 1938. полиција је у групу војвођанских студената убацила свог шпијуна и преко њега открила партијски пункт на Техничком факултету, где је био скривен разни партијски материјал. Потом је уследила велика полицијска провала, у којој је ухапшено преко 20 студената са Техничког, Пољопривредно-шумарског, Филозофског, Правног и других факултета. Паја је био ухапшен 12. маја 1938. године.
Након хапшења, затворен је у „Главњачи”, где је током истраге мучен и пребијан. Након завршетка истраге, пребачен је у затвор на Ади Циганлији. Новембра 1938. пред Државни суд за заштиту државе изведен је 21 студент. Поред Паје, који је био првооптужени, били су ту још — Пуниша Перовић, Милинко Кушић, Миро Попара, Рифат Бурџовић, Вељко Машановић, Љубомир Цветковић, Валерија Каријо-Пап, супруга Павла Папа и др. Паја је оптужен за припадност комунистичкој организацији и ширење комунистичке пропаганде и осуђен на пет година затвора.
Затворску казну издржавао је у затвору у Сремској Митровици. У време када је дошао у затвор, у њему је већ била развијена широка активност политичких робијаша-комуниста. У тзв. „Младићкој згради”, посебном делу затвора у коме су политички затвореници били одвојени од других робијаша, тада су се налазили истакнути револуционари — Јован Веселинов, Станко Пауновић Вељко, Спасоје Стејић, Бане Андрејев, Јован Трајковић, Маријан Стилиновић, Петко Милетић и др. Како би употпунили време у затвору, затвореници-комунисти су стално одржавали састанке, учили и прорађивали марксистичку теорију и др. Повремено су у циљу заштите својих права организовали и штрајкове. У затвору је постојао и Казнионички комитет КПЈ на чијем се челу налазио Станко Пауновић Вељко, а преко њега су успевали и да одржавају везе са руководством КПЈ.
Годину дана по Пајином доласку у затвор, септембра 1939, отпочео је Други светски рат. Политичка ситуација у Краљевини Југославији, али и свету, нагло се мењала, па су се робијаши-комунисти одлучили за бекство из затвора. Они су тада почели да копају подземни тунел који је из „Младићке зграде” водио изван зидина затвора. Када је тунел био скоро готов, отпочео је рат у Југославији, а након окупације, затвор у Сремској Митровици је предат усташама. Усташе су робијаше-комунисте изместиле из „Младићке зграде”, па је тако пропао план бекства.
Сумњајући да ће их усташе највероватније ускоро убити, робијаши-комунисти су се поново одлучили на бекство. Соба у коју су премештени имала је мали ходник испод кога се налазио велики канал за водовод и парно грејање. Одмах су почели са копањем и убрзо су ископали тунел дуг 14 метара, који је водио ван зидина затвора. У договору са партијском организацијом из Сремске Митровице, која је имала задатак да им помогне у прихвату, организовали су бекство из затвора у ноћи 21/22. августа 1941. године. У бекству су учествовала 32 робијаша-комуниста, а прихватила их је група скојеваца из Сремске Митровице, коју су предводили Бошко Палковљевић Пинки, Станка Веселинов и Марко Перичин Камењар.

### Народноослободилачка борба
Истог дана, 22. августа 1941, група робијаша-комуниста нашла се међу првим сремским партизанима на Фрушкој гори. Боравили су у партизанком логору, који се налазио између Граца и Танцоша, а придружили су им се и Сима Релић и Ђорђе Никшић. Пошто је овај логор убрзо откривен од непријатеља, група се поделила на два дела. Група коју је предводио Станко Пауновић Вељко пошла је ка Црвеном чоту и на путу срела жандармеријску патролу и тада је избила прва борба у којој су учествовали робијаши-комунисти. Један жандар је убијен, а остали су се разбежали. Нове борбе су вођене и сутрадан, а након неколико дана група се поново окупила и улогорила испод Хајдучког брда.
Група партизана, коју су сачињавали робијаши-комунисти, као и група скојеваца из Сремске Митровице, временом је нарасла на око шездесет бораца, а у борбама су запленили и извесну количину наоружања. Од ове партизанске групе 9. септембра 1941. формиран је Фрушкогорски партизански одред. У току септембра, фрушкогорски партизани су успоставили везу са Врховним штабом и ЦК КПЈ, који су део одбеглих робијаша позвали да дођу на ослобођену територију западне Србије.
Други део бивших робијаша задржан је у Срему, где су остали са циљем организовања и помагања ослободилачке борбе у Срему и другим деловима Војводине. Међу овом групом, поред Паје, били су Јован Веселинов, Станко Пауновић Вељко и Јован Трајковић. У току јесени, окупатор је покренуо низ акција против фрушкогорских партизана, па је Окружни комитет КПЈ за Срем донео одлуку да се борци Фрушкогорског одреда повуку у села. Борци су тада имали задатак да политички раде са народом, ангажују га и припремају за општенародни устанак, који је био планиран за пролеће 1942. године.
Паја је тада добио задатак да ради као уредник листа Фрушкогорски партизан, који је почео да излази још у септембру. Током новембра, боравио је у селу Шуљми, на падинама Фрушке горе. Ту је радио на другом броју листа, а упоредо је радио на учвршћивању партијске организације и формирању сеоске партизанске чете, у Шуљми и околним селима. Тада је стекао велики ауторитет међу сељацима, па је добио надимак „политички Паја”. Поред политичког рада, као и рада на сакупљању материјала за лист, учествовао је и у оружаним борбама. Јануара 1942. у Бешенову је издао трећи и последњи број листа Фрушкогорски партизан.
У рано пролеће 1942, фрушкогорски партизани су почели да напуштају села и предузимају акције против окупатора. Прва акција изведена је у ноћи 5/6. марта 1942. када је извршен напад на непријатељску посаду у Шуљми. Потом је нападнута жандармеријска станица у Бешенову. Крајем марта, на Фрушкој гори су се окупили борци Фрушкогорског и Подунавског партизанског одреда, па је 22. марта извршена реорганизација оба одреда и они су подељени на две чете. Паја је тада постављен за политичког комесара Прве чете Фрушкогорског одреда, а њен командант је био Марко Перичин Камењар.
Средином априла 1942, окупатор је покренуо велику офанзиву са циљем да очисти Фрушку гору од партизана, али је Фрушкогорски одред успео да се извуче из обруча. Почетком лета 1942. године Народноослободилачки покрет у Срему се омасовио и проширио на скоро сва села. Крајем јуна Фрушкогорски одред је нарастао на преко 350 бораца, а Подунавски на око 150 бораца. У доњем Срему је формиран и Посавски партизански одред, а у босутским шумама је деловала Босутска ударна чета. Пошто је Фрушкогорски одред знатно нарастао, поново је извршена његова реорганизација на пет чета. Паја је тада постављен за политичког комесара Одреда, а за команданта Гојко Дудаш.
Главни задатак Фрушкогорског одреда у лето 1942. био је „битка за летину” — партизани су уз помоћ сељака палили жито које је намењено окупатору. Део пожњевеног жита тада је сакриван у партизанским базама, како окупатор не бих дошао до њега. Такође, вршене су многе акције и диверзије на железничкој прузи Београд—Загреб. За кратко време, током лета 1942, у Срему је створена велика ослобођена територија. Због тога је крајем августа 1942. окупатор, уз помоћ усташко-домобранских јединица, покренуо велику офанзиву у Срему, а посебно на Фрушкој гори. Током 26. августа Фрушкогорски одред је водио огорчене борбе, током којих је погинуо и командант Одреда. Такође, у току офанзиве су страдали и командант и политички комесар Штаба НОП одреда за Срем — Ђорђе Марковић и Станко Пауновић Вељко.
Након погибије команданта Одреда Гојка Дудаша, Паја је на кратко преузео команду над Одредом и наредио његово пробијање из окружење и повлачење ка Босутским шумама. Заједно са Одредом, кроз обруч се пробио и део становништва. Након тога Одред је кратко време боравио у источној Босни, а потом се поново вратио у Срем. Након офанзиве, септембра 1942. поново је извршена реорганизација партизанских одреда, па је створен нови јединствени Трећи сремски одред, који је имао три батаљона. Први батаљон био је формиран од бораца Фрушкогорског одреда и за његовог командант је постављен Марко Перичин Камењар, а за политичког комесара Паја.
Одмах по реорганизацији партизанских снага у Срему, батаљони су наставили борбу па су током 1942. створили велику слободну територију — из 40 села је протерана окупаторска власт, а изведено је и око 1.200 оружаних диверзија и саботажа. Почетком октобра 1942. у Срем су се пребацила два батаљона Шесте источнобосанске бригаде, који су овде попуњени новим борцима. Штаб Трећег сремског одреда тада је донео одлуку да се већи део сремских бораца пребаци преко Саве у источну Босну, где су постојали бољи услови за борбу.
Почетком новембра око 1.500 бораца Шесте источнобосанске бригаде и Треће сремског одреда пребацили су се у Семберију, а одатле на Мајевицу. Након боравка у селу Трнови, они су 11. новембра 1942. водили борбе са четницима, под командом Драгослава Рачића, а потом са усташко-домобранским снагама. Након ових успешних партизанских акција, окупатор је покренуо офанзиву с циљем да Мајевицу очисти од партизана. Босански и сремски партизани су успели да избегну офанзиву и да 28. новембра 1942, код села Малешеваца, нападну и разбију око 1.200 четника, под командом Ђуре Бижића. Након ових борби, покренута је нова офанзива против партизана, па су се они повукли у Бирач, где су остали до краја јануара 1943. године.
У међувремену, док је главнина сремских партизана боравила у Босни, у Новим Карловцима је децембра 1942. одржано партијско саветовање на коме је Врховном штабу НОВ и ПОЈ упућен предлог да се формира војвођанска бригада. Овај предлог спроведен је у дело тек 11. априла 1943. када је у селу Брђанима, на Мајевици, формирана Прва војвођанска ударна бригада. За команданта и политичког комесара бригаде били су именовани — Марко Перичин Камењар и Слободан Бајић Паја. Убрзо потом, крајем априла, формирана је и Друга војвођанска бригада, а у јуну и Трећа војвођанска бригада.
Одмах по формирању, Прва војвођанска бригада водила је борбе на путу Брчко—Тузла, а потом борбе са усташко-домобранским снагама у околини Бијељине. Тада је један њен батаљон заробио више од 200 домобрана. Током офанзиве на Бирач, у првој половини јуна 1943, бригада је водила жестоке борбе и у току ноћи 11/12. јуна извела марш-маневар дуг 50 километара и ослободила Сребреницу. Крајем јуна, бригада је садејствовала снагама Главне оперативне групе НОВЈ у борбама за Власеницу.
Након формирања Прве и Друге војвођанске бригаде, у источну Босну су стигли Аћим Груловић и Срета Савић, чланови Оперативног штаба НОВ и ПО Војводине, са око 1.100 нових бораца из Срема. Они су потом месец дана по источној Босни обилазили партизанске борце из Војводине. У састав Оперативног штаба за Војводину био је укључен и Паја, као политички комесар. После Пете непријатељске офанзиве, 1. јула 1943. године, чланови Оперативног штаба за Војводину су се у Кладњу сусрели са Врховним командантом НОВ и ПОЈ Јосипом Брозом Титом. Они су му изложили војно-политичку ситуацију у Војводини, као и стање међу војвођанским партизанским јединицама. Сутрадан након овог сусрета, 2. јула 1943, Врховни штаб је донео одлуку да се формира Шеснаеста војвођанска дивизија и да Оперативни штаб за Војводину прерасте у Главни штаб НОВ и ПО Војводине. За команданта Штаба постављен је Аћим Груловић, а за политичког комесара Слободан Бајић Паја.
Након сусрета са Врховним командантом НОВ и ПОЈ, Паја се вратио у Прву војвођанску бригаду, која је тада водила борбе за Зворник. Недуго потом, тада формирана Шеснаеста војвођанска бригада, добила је задатак да пребаци око хиљаду рањених и болесних бораца на Мајевицу. Заједно са дивизијом пошао је и Паја, који је имао задатак да се потом продужи преко Саве и у Срем.
На путу ка Мајевици, партизане су дошли до пута Зворник—Тузла, који је био блокиран од јаких окупаторских снага. У ноћи 16/17. јула, у близини Калесије, покушали су да пробију блокаду на друму. Тада се развила тешка борба са јаким немачким снагама. У току ове борбе, једна немачка граната је Пају смртно ранила у стомак и он је убрзо преминуо. Иста граната тешко је ранила и Бранка Милорадовића Брилета, курира Штаба бригаде, који је био његов пратилац. Након погибије, сахрањен је у близини места где је страдао.

## Народни херој
Указом Президијума Народне скупштине Федеративне Народне Републике Југославије 5. јула 1952. Слободан Бајић Паја је проглашен за народног хероја.
Године 1959, када је уређивано Спомен-гробље у Сремској Митровици, Пајини посмртни остаци су пренети из Калесије и сахрањени у заједничкој гробници са другим истакнутим народним херојима Срема — Јанком Чмеликом, Бошком Палковљевићем Пинкијем и Станком Пауновићем Вељком.
У знак сећања на народног хероја Слободана Бајића Пају неколико основних школа понело је његово име. Године 1958. његово име понела је основна школа у његовом родном месту Шидским Бановцима. Ова име школа је носила до 1995, када је након рата у Хрватској, због смањења броја становника, матична школа угашена и постала истурено одељење основне школе из суседног села Илача.
Године 1959. његово име понела је основна школа у Пећинцима, чији је некада био ђак. Ова школа је 1969. добила нову школску зграду, а поред Пећинаца, има истурена одељења у околним селима — Брестачу, Попинцима, Прхову, Сибачу и Суботишту. Године 1960. Пајино име понела је и основна школа у Новим Карловцима, родном месту његовог оца Боже и месту у које је волео да одлази код родбине. Такође, његово име од 1958. године носи и основна школа у Сремској Митровици, која има истурено одељење у селу Манђелосу.
Пајино име носила је и основна школа у Калесији, месту у чијој близини је погинуо јула 1943. године. Школа је овај назив носила до рата у Босни и Херцеговини, када је преименована у основна школа „Калесија”. Такође, име Слободана Бајића Паје носе — Студентски дом у Новом Саду, као и улице у Бачкој Паланци, Земуну, Новом Саду, Пећинцима, Сомбору, Сремској Каменици и Шуљму.
У знак сећања на Слободана Бајића Пају подигнуто је неколико спомен-бисти и постављено неколико спомен-плочи. На Дан борца 4. јула 1969. испред основне школе у Шидским Бановцима откривена је његова спомен-биста, рад вајара Вање Радауша. Бисту је открио Пајин ратни друг Јован Веселинов, а откривању су присуствовали и Стеван Дороњски, Пашко Ромац, Јосип Цази и Јосип Хрнчевић.
Године 1973. у парку Студентског дома у Новом Саду постављена је његова спомен-биста, рад вајара Павла Радовановића. Такође, његова спомен-биста постоји у Сремској Митровици испред школе која носи његово име.

## Галерија
- Споменик у Новом Саду, испред Студентског дома „Слободан Бајић”
- Споменик у Новом Саду
- Споменик у Шидским Бановцима
- Пајин портрет у Музеју Срема у Сремској Митровици
- Спомен-гробље у Сремској Митровици
- Спомен-плоча на Филозофском факултету
- Детаљ споменика „Слобода” на Иришком венцу